# Università di Kanagawa
L'università di Kanagawa è un'università privata del Giappone. La sede del campus si trova a Kanagawa-ku, uno dei quartieri di Yokohama, nella prefettura di Kanagawa, nella regione di Kantō.